# Gamalama
Pour les articles homonymes, voir Gamalama (homonymie).
Le Gamalama, aussi appelé Arfat, Arufat ou encore pic de Ternate, est un stratovolcan d'Indonésie qui constitue le point culminant de l'île de Ternate.

## Géographie
De forme conique, il occupe la totalité de l'île de Ternate située à une dizaine de kilomètres du rivage occidental de l'île de Halmahera, la plus grande de la province des Moluques du Nord.

## Histoire
Pendant des siècles, Ternate était un comptoir portugais et hollandais pour le commerce d'épices, ce qui a permis de garder des témoignages des dernières éruptions du volcan.

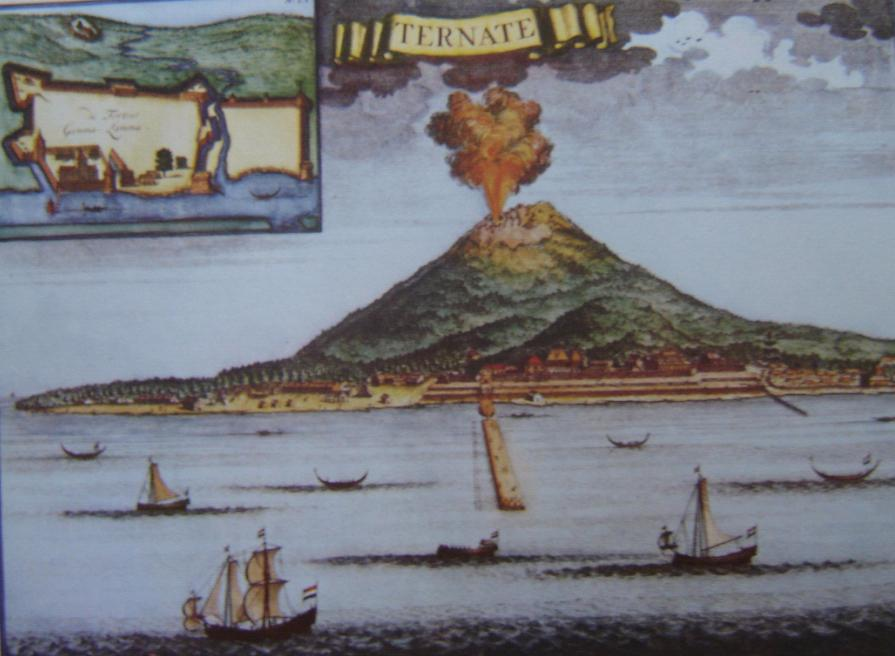
Le volcan sur une gravure du XVIIIe siècle.